# Mały Kaletnik
Mały Kaletnik (Kaletnik Mały) – część wsi Kaletnik w Polsce położona w województwie podlaskim, w powiecie suwalskim, w gminie Szypliszki.
W latach 1975–1998 miejscowość administracyjnie należała do województwa suwalskiego.